# James Ramsay MacDonald
James Ramsay MacDonald PC FRS (12 d'octubre de 1866 - 9 de novembre de 1937) fou un polític britànic dues vegades Primer Ministre del Regne Unit.
D'origen humil, es va convertir en el primer Primer Ministre laborista el 1924 d'un govern laborista en minoria després de la mort del conservador Andrew Bonar Law. Durant el seu segon mandat va haver d'afrontar la Gran Depressió. Formaria llavors un govern d'unitat amb més ministres conservadors que laboristes, cosa que el va dur a ser expulsat del partit.